# Wagner Domingos
Wagner José Alberto Carvalho Domingos (Recife, 26 de março de 1983) é um atleta brasileiro, especialista no lançamento de martelo.

## Carreira
Nos Jogos Pan-Americanos de 2007, terminou em 7º lugar no Lançamento de Martelo.
Ganhou medalha de bronze no Campeonato Ibero-Americano de Atletismo em 2010, realizado em San Fernando, Espanha. 
Integrando a delegação que disputou os Jogos Pan-Americanos de 2011, em Guadalajara, no México, ele terminou em 4º lugar no Lançamento de Martelo.
Nos Jogos Pan-Americanos de 2015, Wagner ficou em 3º lugar no martelo, empatando com o norte-americano Conor McCullough, com 73,74m. Mas o americano conseguiu esta marca no segundo lançamento, e o brasileiro, somente na quarta tentativa. Assim, ele terminou novamente em 4º lugar. 
No primeiro semestre de 2016, bateu 3 vezes o recorde brasileiro da prova: lançou o martelo a 75,60m em maio, em Zagreb; 75,62m em Varazdin, e 76,12m em Zagreb novamente. Na primeira vez que bateu o recorde, em 2005, a melhor marca do País era 66,30m. Até então, o recorde não era melhorado desde 1978. 
Em 20 de junho de 2016, bateu o recorde Sul-Americano do lançamento de martelo, com a marca de 78,63m. O recorde sul-americano era de 76,42 m e pertencia ao argentino Juan Cerra desde 2006.Com isso, o Brasil voltou a ter um representante nos Jogos Olímpicos nesta prova, o que não acontecia desde que Carmine Di Giorgi disputou a prova em Los Angeles 1932.
Nos Jogos Olímpicos de Verão de 2016, no Rio de Janeiro, ele se classificou para a final em 9º lugar, com um arremesso de 74,17m.